# キャッチーくんのナイスキャッチ!
お願い受けとめ系バラエティアニメ「キャッチーくんのナイスキャッチ!」（おねがいうけとめけいバラエティアニメ キャッチーくんのナイスキャッチ）は、TOKYO MXで2017年7月7日から9月29日までの間、金曜日21時54分から22時まで放送されていた人生相談のミニ番組。ショートアニメと実写を融合させた番組である。放送期間中は放送直後にGYAO!でも1週間限定で無料配信されていた。 
フォーサイドメディアのSNSアプリケーションcatchboardの犬型ゆるキャラで横浜FCPR大使の『キャッチーくん』が、週替わりゲストの悩み相談にアニメパートで答える。

## 出演
実写パート
キャッチーくん
佐藤美希
アニメパート
キャッチーくん - 篠原ぱらこ
ココちゃん - 佐藤美希

## 放送内容
| 回数 | 放送日        | ゲスト                                   | 人生相談内容                               | 解決方法                                            |
| ---- | ------------- | ---------------------------------------- | ------------------------------------------ | --------------------------------------------------- |
| 1    | 2017年 7月7日 | 双葉（Chu-Z）                            | 地上にいきたい地下アイドル                 | 実写パートでゲスト双葉の4000mからのスカイダイビング |
| 2    | 7月14日       | 蘆田空瑠美                               | 逆上がりがニガテな小学生                   | ポールダンサーyamadoriに入門                        |
| 3    | 7月21日       | 桑江咲菜                                 | 鳥が怖い女優                               | 鷹に触れ合う                                        |
| 4    | 7月28日       | 菅原允                                   | 忍者になりたい小学生                       |                                                     |
| 5    | 8月4日        | ルウト                                   | 運転手になりたい男装女子                   | 自動車教習所に通う                                  |
| 6    | 8月11日       | 自分の殻を破りたいシンガーソングライター | 客前でストリートライブ                     |                                                     |
| 7    | 8月18日       | 清水美来＆清水美沙                       | モデルになりたい小学生姉妹                 | ファッションショー飛び入り                          |
| 8    | 8月25日       | 荒川瑠海                                 | サッカーがうまくなりたい小学生             | 佐藤謙介にサッカーボールの扱い方を教えてもらう      |
| 9    | 9月1日        | 坂本義次（檜原村長）                     | 村に人を呼びたい村長                       | キャッチーくんが村訪問                              |
| 10   | 9月8日        | 神スイングを極めたいタレント             |                                            |                                                     |
| 11   | 9月15日       | 三遊亭好楽                               | 弟子が欲しい落語家                         | キャッチーくんが弟子入り                            |
| 12   | 9月22日       | おふくろの味をマスターしたい声優         |                                            |                                                     |
| 13   | 9月29日       | -                                        | みんなの願いをキャッチしたいキャッチーくん | 実写パートでマスコットのココちゃんと話す            |

## 主題歌
エンディングテーマ「ナイスキャッチ！」
作詞・作曲・編曲・歌 - マキアダチ